# イングランド・フットボールリーグ・プレーオフ2020
この項目では、2019-2020年シーズンのイングランド・フットボールリーグ・プレーオフについて述べる。
プレーオフでは、イングリッシュ・フットボールリーグに属する各カテゴリーの昇格チームの最後の1枠を決定する。チャンピオンシップとリーグ1はレギュラーシーズン3位～6位のチームが、リーグ2では4位～7位のチームが参加する。また、準決勝はホーム・アンド・アウェー形式で行われ、決勝はウェンブリー・スタジアムでの一発勝負で行われる。

## 日程
2020年6月18日に開幕し、同年8月4日に閉幕する。

## チャンピオンシップ
| 順 | チーム               | 試 | 勝 | 分 | 敗 | 得 | 失 | 差  | 点 |
| -- | -------------------- | -- | -- | -- | -- | -- | -- | --- | -- |
| 3  | ブレントフォード     | 46 | 24 | 10 | 12 | 80 | 47 | +33 | 82 |
| 4  | フラム               | 46 | 23 | 12 | 11 | 65 | 48 | +17 | 81 |
| 5  | カーディフ・シティ   | 46 | 19 | 16 | 11 | 68 | 58 | +10 | 73 |
| 6  | スウォンジー・シティ | 46 | 18 | 16 | 12 | 62 | 53 | +9  | 70 |

### 準決勝
| 2020年7月26日 18:30 |

| スウォンジー・シティ | 1 - 0         | ブレントフォード |
| アイェウ 81分        | レポート(BBC) | ヘンリー 65分    |

| リバティ・スタジアム, スウォンジー 観客数: 0人 主審: キース・ストラウド |

| 2020年7月29日 19:45 |

| ブレントフォード                                    | 3 - 1         | スウォンジー・シティ |
| ワトキンス 11分 · マルコンデス 15分 · ムベウモ 46分 | レポート(BBC) | ブリュースター 78分  |

| グリフィン・パーク, ブレントフォード 観客数: 0人 主審: クリス・カヴァナー |

二試合合計スコア 3 - 2でブレントフォードが決勝進出
| 2020年7月27日 19:45 |

| カーディフ・シティ | 0 - 2         | フラム                        |
|                    | レポート(BBC) | オノマー 49分 · ケバノ 90+1分 |

| カーディフ・シティ・スタジアム, カーディフ 観客数: 0人 主審: ジェフ・エルトリンガム |

| 2020年7月30日 19:45 |

| フラム     | 1 - 2         | カーディフ・シティ           |
| ケバノ 9分 | レポート(BBC) | ネルソン 8分 · トムリン 47分 |

| クレイヴン・コテージ, フラム 観客数: 0人 主審: ポール・ティアニー |

二試合合計スコア 3 - 2でフラムが決勝進出

### 決勝
| 2020年8月4日 19:45 |

| ブレントフォード     | 1 - 2 (延長)  | フラム                  |
| ダルスゴーア 120+4分 | レポート(BBC) | ブライアン 105分, 117分 |

| ウェンブリー・スタジアム, ロンドン 観客数: 0人 主審: マーティン・アトキンソン |

| ブレントフォード | フラム |

## リーグ1
リーグ1は2020年6月9日にシーズンが閉幕され、リーグの順位決定方法としてPPG方式 (1試合当たりの平均勝点)を採用したため、ウィコム・ワンダラーズの順位が入れ替わった。
| 順 | チーム                         | 試 | 勝 | 分 | 敗 | 得 | 失 | 差  | 点 |
| -- | ------------------------------ | -- | -- | -- | -- | -- | -- | --- | -- |
| 3  | ウィコム・ワンダラーズ         | 34 | 17 | 8  | 9  | 45 | 40 | +5  | 59 |
| 4  | オックスフォード・ユナイテッド | 35 | 17 | 9  | 9  | 61 | 37 | +24 | 60 |
| 5  | ポーツマス                     | 35 | 17 | 9  | 9  | 53 | 36 | +17 | 60 |
| 6  | フリートウッド・タウン         | 35 | 16 | 12 | 7  | 51 | 38 | +13 | 60 |

### 準決勝
| 2020年7月3日 19:30 |

| フリートウッド・タウン                            | 1 - 4         | ウィコム・ワンダラーズ                                                     |
| エバンス 4分 (pen.) · コイル 33分 · マッデン 84分 | レポート(BBC) | オフォボル 4分 · ケアンズ 6分 (o.g.) · ウィーラー 45+3分 · サミュエル 57分 |

| ハイベリー・スタジアム, フリートウッド 観客数: 0人 主審: トニー・ハリントン |

| 2020年7月6日 19:30 |

| ウィコム・ワンダラーズ      | 2 - 2         | フリートウッド・タウン                   |
| オニェディンマ 47分, 90+4分 | レポート(BBC) | アンドリュー 22分 · エバンス 60分 (pen.) |

| アダムス・パーク, ハイ・ウィコム 観客数: 0人 主審: ダレン・ボンド |

二試合合計スコア 6 - 3でウィコム・ワンダラーズが決勝進出
| 2020年7月3日 17:30 |

| ポーツマス      | 1 - 1         | オックスフォード・ユナイテッド |
| カーティス 32分 | レポート(BBC) | ブラウン 43分                  |

| フラットン・パーク, ポーツマス 観客数: 0人 主審: ギャヴィン・ウォード |

| 2020年7月6日 17:00 |

| オックスフォード・ユナイテッド                         | 1 - 1 (延長)  | ポーツマス                                             |
| ハリソン 45+3分 (o.g.)                                 | レポート(BBC) | ハーネス 38分                                          |
|                                                        | PK戦          |                                                        |
| ウッドバーン フォード テイラー モウシーニョ ブラナガン | 5 - 4         | マークイス エヴァンス ブラウン マクギーハン ホーキンス |

| カッサムスタジアム, オックスフォード 観客数: 0人 主審: ダレン・イングランド |

二試合合計スコア 2 - 2、PK戦 5 - 4でオックスフォード・ユナイテッドが決勝進出

### 決勝
| 2020年7月13日 19:30 |

| オックスフォード・ユナイテッド | 1 - 2         | ウィコム・ワンダラーズ                        |
| サイクス 59分                  | レポート(BBC) | スチュワート 9分 · ジェイコブソン 79分 (pen.) |

| ウェンブリー・スタジアム, ロンドン 観客数: 0人 主審: ロバート・ジョーンズ |

| オックスフォード・ユナイテッド | ウィコム・ワンダラーズ |

## リーグ2
リーグ2は2020年6月9日にシーズンが閉幕され、リーグの順位決定方法としてPPG方式 (1試合当たりの平均勝点)を採用したため、チェルトナム・タウンの順位が入れ替わった。
| 順 | チーム                       | 試 | 勝 | 分 | 敗 | 得 | 失 | 差  | 点 |
| -- | ---------------------------- | -- | -- | -- | -- | -- | -- | --- | -- |
| 4  | チェルトナム・タウン         | 37 | 17 | 13 | 7  | 52 | 27 | +25 | 64 |
| 5  | エクセター・シティ           | 37 | 18 | 11 | 8  | 53 | 43 | +10 | 65 |
| 6  | コルチェスター・ユナイテッド | 37 | 15 | 13 | 9  | 52 | 37 | +15 | 58 |
| 7  | ノーサンプトン・タウン       | 37 | 17 | 7  | 13 | 54 | 40 | +14 | 58 |

### 準決勝
| 2020年6月18日 19:45 |

| ノーサンプトン・タウン | 0 - 2         | チェルトナム・タウン          |
|                        | レポート(BBC) | ラグラン 26分 · トーマス 86分 |

| シックスフィールズ・スタジアム, ノーサンプトン 観客数: 0人 主審: マーク・エドワーズ |

| 2020年6月22日 20:00 |

| チェルトナム・タウン | 0 - 3         | ノーサンプトン・タウン               |
|                      | レポート(BBC) | オリヴァー 9分 · モートン 57分, 77分 |

| ザ・ジョニー＝ロックス・スタジアム, チェルトナム 観客数: 0人 主審: リー・ダウティ |

二試合合計スコア 3 - 2でノーサンプトン・タウンが決勝進出
| 2020年6月18日 17:15 |

| コルチェスター・ユナイテッド | 1 - 0         | エクセター・シティ |
| ブラモール 81分              | レポート(BBC) |                    |

| コルチェスター・コミュニティ・スタジアム, コルチェスター 観客数: 0人 主審: ジョシュ・スミス |

| 2020年6月22日 17:15 |

| エクセター・シティ                                     | 3 - 1 (延長)  | コルチェスター・ユナイテッド |
| マーティン 10分 · リチャードソン 58分 · ボウマン 111分 | レポート(BBC) | シニア 78分                  |

| セント・ジェームズ・パーク, エクセター 観客数: 0人 主審: チャールズ・ブレークスピアー |

二試合合計スコア 4 - 3でエクセター・シティが決勝進出

### 決勝
| 2020年6月29日 19:30 |

| エクセター・シティ | 0 - 4         | ノーサンプトン・タウン                                              |
| モクシー 59分      | レポート(BBC) | ワトソン 11分 · モートン 31分 · ホスキンス 80分 · ウィリアムズ 89分 |

| ウェンブリー・スタジアム, ロンドン 観客数: 0人 主審: マイケル・ソールズベリー |

| エクセター・シティ | ノーサンプトン・タウン |